# Boliwia na Mistrzostwach Świata w Lekkoatletyce 2022
Boliwia na Mistrzostwach Świata w Lekkoatletyce 2022 – reprezentacja Boliwii podczas mistrzostw świata w Eugene liczyła 3 zawodników, którzy nie zdobyli żadnego medalu.

## Skład reprezentacji

### Mężczyźni
| Zawodnik              | Konkurencja | Finał   | Finał   | Źródło |
| Zawodnik              | Konkurencja | Wynik   | Pozycja | Źródło |
| --------------------- | ----------- | ------- | ------- | ------ |
| Hector Garibay Flores | maraton     | 2:12:44 | 36.     | [ 1 ]  |

### Kobiety
| Zawodniczka          | Konkurencja   | Finał   | Finał   | Źródło |
| Zawodniczka          | Konkurencja   | Wynik   | Pozycja | Źródło |
| -------------------- | ------------- | ------- | ------- | ------ |
| Ángela Castro        | chód na 20 km | 1:36:52 | 27.     | [ 2 ]  |
| Jaaneth Mamani Roque | chód na 35 km | 3:07:16 | 33.     | [ 3 ]  |